# 罽賓
罽賓（上古漢語擬音：*kǐat-pǐen〔王力〕，*kiar-pjien〔周法高〕，*krads-mpin〔鄭張尚芳〕），又译作𦋺賓、劫賓、羯賓，為古代西域國名，是在大月氏迁徙浪潮中被迫南迁的一支塞种人在兴都库什山以南建立的一个国家。其所指的地域可能因時代而產生變化，約在今阿富汗東北、喀什米爾一帶。

## 概論
罽賓的所在地，就古來的記載有兩處：
- 迦濕彌羅國（Kaśmīra），又作羯𨻋弭羅、迦葉彌羅，或譯為迦閃弭羅，位於北印度境，健馱邏國的北鄰，即今日之喀什米爾。此說出自《一切經音義》、《大唐西域記》。
- 迦畢試國（Kāpiśī），或譯為劫比舍，位於阿富汗的卡菲里斯坦（英语：Kafiristan）至喀布爾河中下游間。此說出自《貞元新定釋教目錄》、《梵語雜名》。

至清初編修《明史》時，又以撒馬爾罕為罽賓，稱「撒馬兒罕，即漢罽賓之地，隋曰漕國，唐復名罽賓，皆通中國。」
依現代學者的見解，雷暮沙（Rémusat）謂罽賓為喀布爾河古名喀菲斯（Kophes）之譯音。萊維（Lévi）及沙畹（Chavannes）謂為迦濕彌羅國（Kaśmīra）之古稱。日本學者白鳥庫吉認為《漢書》所謂罽賓，在喀布爾河流域，應指以犍陀羅國為中心、喀布爾河下游之塞族國家。其都城循鮮城，應是位於富婁沙富羅（Puruṣapura）之北約十六哩的犍陀羅古都富沙迦羅（蓮花城）。在東晉南北朝時代，罽賓之名轉為迦濕彌羅的稱呼。到隋唐，罽賓又轉為漕國（Jabula）或迦畢試。印順認為罽賓指懸度山西南、犍陀羅以北一帶（犍陀羅以北的雪山區，今印度西北邊省北部，及阿富汗東北山地），後被擴充而用於犍陀羅（業波、業波羅），用於東鄰的喀什米爾，用於西鄰的迦畢試。在漢、晉以來罽賓一向指犍陀羅、烏仗那一帶，到了隋唐才以迦溼彌羅及迦畢試為罽賓。
迦溼彌羅及迦畢試在隋唐被突厥沙希王朝统治，唐朝以突厥沙希王朝的君主烏散特勤洒等人作为罽賓王。

## 文獻記載

### 《漢書》中對於“罽賓國”山川風俗的記載
《漢書·卷九十六上•西域傳第六十六上》
|  | 罽賓國，王治循鮮城，去長安萬二千二百里。不屬都護。戶口勝兵多，大國也。東北至都護治所六千八百四十里，東至烏秅國二千二百五十里，東北至難兜國九日行，西北與大月氏、西南與烏弋山離接。 昔匈奴破大月氏，大月氏西君大夏，而塞王南君罽賓。塞種分散，往往為數國。自疏勒以西北，休循、捐毒之屬，皆故塞種也。 罽賓地平，溫和，有目宿，雜草奇木，檀、櫰、梓、竹、漆。種五穀、蒲陶諸果，糞治園田。地下溼，生稻，冬食生菜。其民巧，雕文刻鏤，治宮室，織罽，剌文繡，好治食。有金銀銅錫，以為器。市列。以金銀為錢，文（文面，錢幣刻字的一面）為騎馬，幕（漫面，錢幣無文字的一面）為人面。出封牛（犎牛）、水牛、象、大狗、沐猴、孔爵、珠璣、珊瑚、虎魄、璧流離。它畜與諸國同。 |

### 佛教文獻的記載
根據大眾部支派的《分別功德論》，傳說在阿育王時代，摩禪提（Madhyantika）赴北方的罽賓傳教，摩呻提（Ｍahinda）則到南方的師子國弘法。
在《根本說一切有部毘奈耶雜事》，末田地那（Madhyantika）宣教的地區是迦濕彌羅國。
分別說部的《善見律毘婆沙》記載末闡提（Madhyantika）前往的地點是罽賓─揵陀羅咤國（Kasmīra-Gandhara），罽賓所對應的巴利語為kasmīra。在巴利文獻中，kasmīra總是和Gandhara並列，在其一則本生故事中，kasmīra曾為犍陀羅王國的一部分。《彌蘭王問》提到奢羯羅和kasmīra的距離為12由旬。

## 延伸阅读
[在维基数据编辑]
 《欽定古今圖書集成·方輿彙編·邊裔典·罽賓部》，出自陈梦雷《古今圖書集成》
 《舊唐書·卷198》，出自刘昫《舊唐書》
 《新唐書·卷221上》，出自《新唐書》